# Pseudotaxiphyllum falcifolium
Pseudotaxiphyllum falcifolium är en bladmossart som beskrevs av Si He 1997. Pseudotaxiphyllum falcifolium ingår i släktet Pseudotaxiphyllum och familjen Plagiotheciaceae. Inga underarter finns listade i Catalogue of Life.